# Svend Henningsen
Svend Henningsen (født 28. september 1881 i København, død 7. juli 1941 sammesteds) var en dansk skibbygningsingeniør og underdirektør i Nakskov Skibsværft. 
Henningsen var ældste søn af maler Frants Henningsen og Thora f. Vermeheren. Han viste tidligt gode tegneevner og som medlem af en talrig og berømt kunstnerfamilie, syntes en kunstnersik karriere derfor oplagt. Hans foretrukne og eneste motiv var imidlertid skibe og deres tekniske udformning, og således pejlede Henningsen sig i stedet ind på en karriere som skibbygningsingeniør allerede som barn. I 1900 rejste han til Skotland, hvor han uddannede sig på den tekniske højskole i Leith nord for Edinburgh samtidig med, at han fik sin praktiske uddannelse på et større nærliggende værft. Dernæst var han fra 1903-1905 ansat på en skibstegnestue i Flensborg for derefter at gennemgå et skibbygningskursus på universitetet  i Glasgow. Sideløbende med sin uddannelse var han i sommermånederne ansat hos Burmeister & Wains skibsværft på Refshaleøen, hvor han både arbejdede i tegnestuen og på driftskontoret. Ved endt uddannelse i 1908 blev han tilknyttet Ø.K.'s skibsinspektion som maskiningeniør under dieselmotorernes første tid, og herfra kom han videre til det nyligt oprettede Nakskov Skibsværft, hvor han hurtigt avancerede til overingeniør og i 1937 til underdirektør. Henningsen ledede her konstruktionen af skibene og deres bygning og udrustning i en afgørende periode, hvor adskillige store motorskibe blev bygget.    
Henningsen giftede sig i 1909 med Vanda Christiane f. Herforth, datter af grosserer Joseph Herforth. Parret fik en søn, grosserer Niels Henningsen, samt to døtre som henholdsvis giftede sig med øjenlæge Peter Kindt og grosserer Ernst baron Wedell-Wedellsborg.